# Țibucani
Țibucani è un comune della Romania di 4 514 abitanti, ubicato nel distretto di Neamț, nella regione storica della Moldavia. 
Il comune è formato dall'unione di 3 villaggi: Davideni, Țibucani, Țibucanii de Jos.